# Апостолическа конституция
Апостолическа конституция (на латински: constitutio apostolica) е законодателен акт на римския папа, съдържащ предписания от общ и постоянен характер за цялата Римокатолическа църква или отделни нейни институции.
По своята форма апостолическите конституции се отличават от папските енциклики, апостолически писма motu proprio и послания по своя по висок юридически ранг. С помощта на апостолическите конституции, издавани предимно като папски були, се обнародват догматически определения (например, апостолическата конституция Munificentissimus Deus от 1 ноември 1950 г., която провъзгласява догмата за Възнесението на Богородица), а също така становища от областта на християнското вероучение, нямащи догматичен характер (например, апостолическата конституция Unigenitus Dei Filius от 8 септември 1713 г., осъждаща янсенистките възгледи).
С помощта на апостолическите конституции в каноничното законодателство се правят най-важните промени. Така, апостолическата конституция Sacrae Disciplinae Leges от 15 януари 1983 г. въвежда в действие настоящия Кодекс на каноничното право на Римокатолическата църква. С апостолически конституции се утвърждават изменения на границите на църковните окръзи (епархии и териториальни абатства), актовете за основаване на различни институти, монашески ордени и конгрегации и промените в нтехния статут. От 1909 г. апостолическите конституции се обнародват във ватиканския официален орган Acta Apostolicae Sedis. Согласно канон 754 от Кодекса на каноничното право, всички вярващи католици са длъжни да спазват постановленията на апостолическите конституции по въпросите на вярата.

## Известни апостолически конституции
- Anglicanorum Coetibus (2009) - апостолическа конституция на папа Бенедикт ХVI за присъединяване на англиканските общини към Римокатолическата църква;
- Universi Dominici gregis (1996) - апостолическа конституция на папа Йоан Павел II за избирането на римския понтифик;
- Fidei depositum (1992) - апостолическа конституция на папа Йоан Павел II за въвеждане в действие на новия Катехизис на Римокатолическата църква;
- Ex corde ecclesiae (1990) - апостолическа конституция на папа Йоан Павел II за католическите университети;
- Sacrae Disciplinae Leges (1983) - апостолическа конституция на папа Йоан Павел II за въвеждане в действие на новия Кодекс на каноничното право;
- Ut sit (1982) - апостолическа конституция Йоан Павел II, за повишаване статута на Opus Dei в ранг „персонална прелатура“;
- Romano Pontifici eligendo (1975) - апостолическа конституция на папа Павел VI за избирането на римския понтифик;
- Missale Romanum (1969) - апостолическа конституция на папа Павел VI за преглед на светата литургия;
- Paenitemini (1966) - апостолическа конституция на папа Павел VI за католическия пост и въздържанието в Римокатолическата църква;
- Veterum sapientia (1962) - апостолическа конституция на папа Йоан XXIII за изучаването на латински език;
- Munificentissimus Deus (1950)- апостолическа конституция на папа Пий XII за Възнесението на Богородица в небесна слава;
- Ineffabilis Deus (1854) - апостолическа конституция на папа Пий IX за непорочното зачатие на Дева Мария;
- Quo primum (1570) - апостолическа конституция на папа Пий V за тридентската меса.
- Ubi periculum (1274) - апостолическа конституция на папа Григорий X за избиране на римските папи чрез конклав;